# Bandenspanning

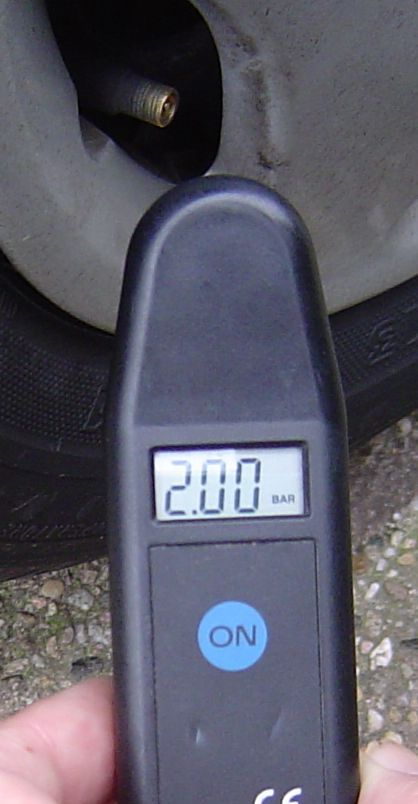
Bandenspanningsmeter

Bandenspanning is de overdruk die in de banden van een voertuig aanwezig is. Deze wordt gemeten met een bandenspanningsmeter en uitgedrukt in bar, atmosfeer, hectopascal of PSI (pound-force per square inch).

## Eenheden
Een atmosfeer is ongeveer gelijk aan de atmosferische druk. Een bar eveneens. Een millibar is het duizendste deel daarvan. Een hectopascal is gelijk aan een millibar.
Hoewel de officiële SI-eenheid voor druk de pascal is, wordt bandenspanning vaak uitgedrukt in atmosfeer (verouderd) of in bar, waarbij (per definitie) 1 bar overeenkomt met 100 000 pascal.

## Juiste bandenspanning
De juiste bandenspanning is, vooral bij motorvoertuigen, cruciaal voor een optimaal weggedrag van het voertuig, maar is ook van belang voor een laag brandstofverbruik, een lage bandenslijtage en de veiligheid van de bestuurders en overige bestuurders op de weg. Aangeraden wordt om de bandenspanning eens per maand te controleren bij koude banden.
Bij auto's is de spanning ongeveer 2,5 bar. Bij fietsen is de spanning veel hoger, 4 bar voor een normale fiets tot wel 8 bar voor een racefiets.
In Engelstalige landen gebruikt men soms pond per vierkante inch, lbs/in², PSI. Een vergelijking, bij benadering, staat in deze tabel.
| auto     | fiets    | racefiets |
| -------- | -------- | --------- |
| 2500 hPa | 4000 hPa | 8000 hPa  |
| 2,5 bar  | 4 bar    | 8 bar     |
| 35 PSI   | 60 PSI   | 115 PSI   |

## Risico's van een onjuiste bandenspanning

### Te lage bandenspanning (-0,5 bar)
Bij een te lage bandenspanning gebruikt het voertuig meer brandstof en treedt een verhoogde bandenslijtage op, met name aan de "schouders" (de zijkanten van het loopvlak). Bij een veel te lage bandenspanning kan omgekeerde slijtage aan het bandenloopvlak ontstaan op hogere snelheden. Dit is het gevolg van de vervorming van het loopvlak die gerelateerd is aan de centrifugaalkracht. Dit resulteert dan in verhoogde slijtage midden op het loopvlak van de band, het deel dat het minst ondersteunt en het dunst is, en daarmee het meest vervormbare deel van de band dat in contact staat met het wegoppervlak.

### Zeer lage bandenspanning (-1,5 bar)
Erg zachte banden kunnen leiden tot ongelukken. Een oververhitte band heeft een verhoogd risico op een klapband. Bij 130 km/h en een klapband verliest een bestuurder vrijwel altijd de macht over het stuur met de gevolgen van dien.

### Te hoge bandenspanning (+0,5 bar)
Een te hoge bandenspanning zorgt voor een verminderd rijcomfort, doordat de verende werking van de banden deels verloren gaat. Bij niet-radiaalbanden (komen niet meer voor op auto's en motoren) wordt de band te bol, waardoor het midden van het loopvlak harder slijt en de grip vermindert.
Een hoger dan normale bandenspanning wordt aanbevolen voor politievoertuigen zodat er minder kans bestaat op te grote hitteontwikkeling (door vervorming van de band) en men een beter gevoel met het wegdek heeft. Iedere oneffenheid wordt als het ware doorgegeven aan de auto.

### Meten van bandenspanning
Bandenspanning moet worden gemeten voordat men met het voertuig gaat rijden. De bandenspanning die in officiële documentatie van banden- en autoproducenten wordt vermeld, is gebaseerd op een buitentemperatuur van +20°C. Bij elke 10°C verschil is er bij een drukniveau van 2 bar 0,075 bar, afgerond dus 0,1 bar verschil in druk. Als de bandenspanning gemeten wordt bij een buitentemperatuur van nul graden Celsius, zal die 0,150 bar lager zijn dan bij een buitentemperatuur van +20°C.

## Bandenspanning in de winter
De temperatuur buiten heeft invloed op de bandenspanning. Tijdens de winter wordt [door wie?] aangeraden om 0,2 bar extra toe te voegen.
Bij rijden door sneeuw zal het profiel van de band minder snel vollopen met sneeuw of ijs wanneer een lagere bandenspanning wordt toegepast. Dit komt doordat de band zich beter kan vervormen op het punt waar het loopvlak de grond verlaat bij de rotatie, waardoor het profiel zich wijder opent en de geaccumuleerde sneeuw uit het openstaande profiel kan vallen, gesterkt door de centrifugaalkracht. Dit heeft als gevolg een betere grip op besneeuwde ondergrond. Een soortgelijke situatie doet zich voor bij onverharde modderige wegen. Van banden op voor "off-road" geprepareerde voertuigen wordt de bandenspanning veel lager gezet dan voor banden op verharde weg. (Circa 1,3 bar wordt als richtlijn aangehouden als minimale bandendruk in terrein. Met uitschieters tot 0,3 bar voor Trialrijden  Bron: Michelin)

## "Werken" met bandenspanning
Soms is het nodig om met een enigszins verlaagde bandenspanning te rijden:

### Terreinrijden
Bij het gebruik van auto's en motorfietsen in het terrein is het soms nodig en altijd gemakkelijk om de bandenspanning sterk te verlagen. Vooral wanneer het voertuig niet speciaal gemaakt is voor het gebruik in het terrein, zoals brandweervoertuigen bij bosbranden, zal het verlagen van de bandenspanning zeer grote verbeteringen geven.

### Terreinsporten

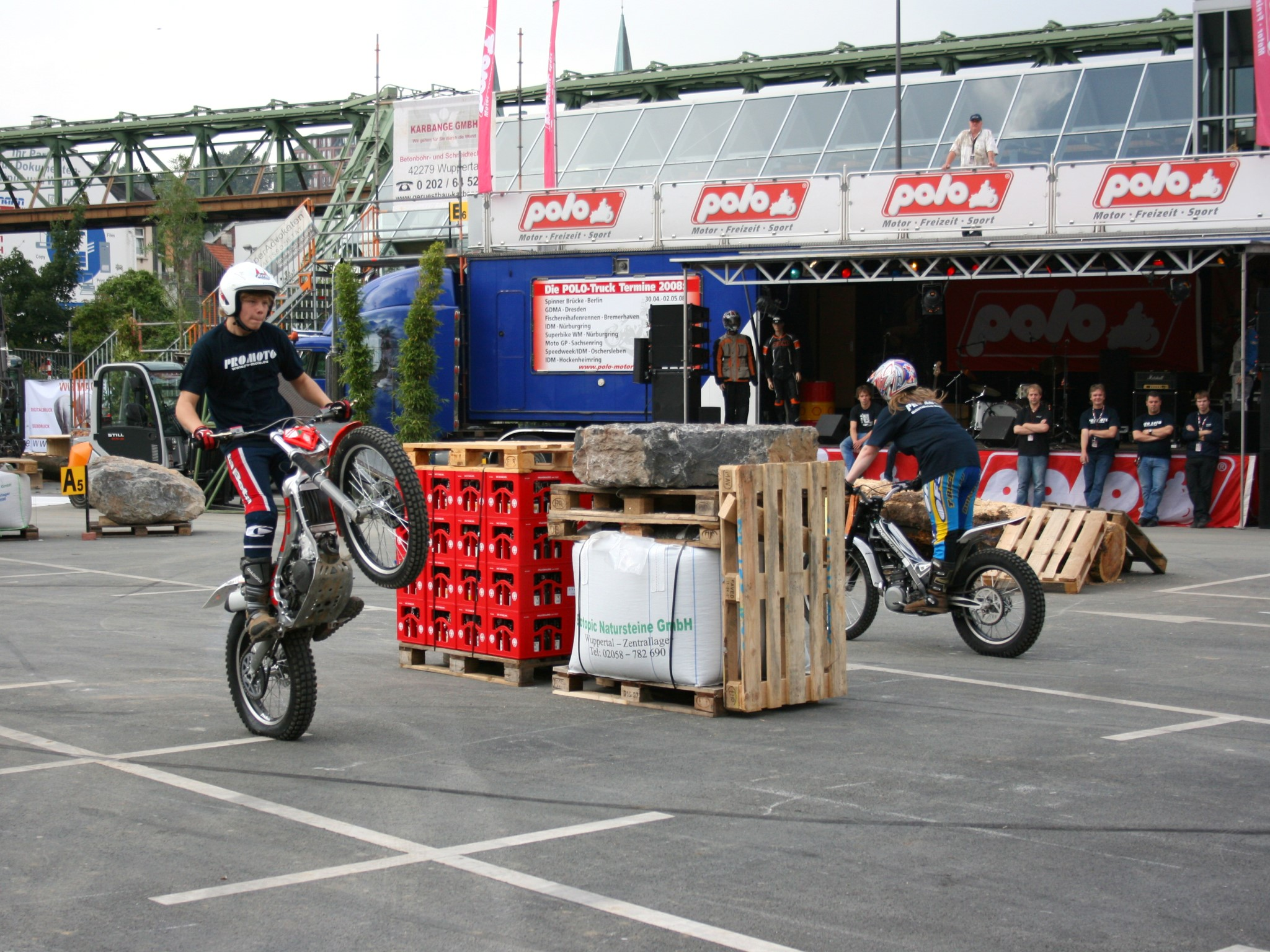
De extreem lage bandenspanning van een trialmotor

Bij alle vormen van terreinsporten wordt gereden met een zeer lage bandenspanning. Bij cross- en enduromotoren is dit vaak slechts ca. 1 bar. Ook terreinauto's gebruiken een lage bandenspanning. In veel gevallen (zoals bij auto's in de Dakar-rally) is de bandenspanning tijdens het rijden aan te passen aan de omstandigheden. Bij alle vormen van trial, zowel bij auto's als trialmotoren, wordt met een extreem lage bandenspanning gereden, maar dit wordt gedaan om de banden makkelijker om uitstekende stenen, takken en rotsdelen te laten "grijpen".
Vaak is het zo dat er te weinig grip is bij de terreinomstandigheden met een band. Als er een lage bandenspanning in de band zit wordt het loopvlak breder en hierdoor is er ook meer grip “contact” met het wegdek of de ondergrond.

### Snelheidssporten
Bij snelheidssporten, zowel bij motorfietsen als auto's, wordt de basisbandenspanning relatief laag gehouden, omdat de banden tijdens het racen zeer warm worden, waardoor de lucht uitzet en de bandenspanning hoger wordt. Bij auto- en motorsprint en dragrace geldt hetzelfde: de bandenspanning is zeer laag, maar de banden worden door de hoge omtreksnelheid (centrifugaalkracht) weer rond. Bovendien wordt - vooral in de autorace - gebruikgemaakt van de bandenspanning om het weggedrag (over- en onderstuur) te verbeteren.